# Naomi Uman
Naomi Uman (Nueva York, 1962) es una cineasta experimental y artista visual estadounidense.

## Biografía
Naomi Uman recibió un máster en Bellas Artes (MFA) en cine de CalArts en 1998. Uman es una cineasta que prefiere explorar historias modestas y visuales tomadas de la vida real, en lugar de intentar crear una reproducción de la realidad y su trabajo está a menudo «marcado por su estética artesanal: rodando, procesando y editando sus películas con las técnicascas más rudimentarias». Sus películas galardonadas se han proyectado ampliamente en los principales festivales internacionales, así como en el Museo Guggenheim, el Museo Whitney de Arte Americano y el Museo de Arte Moderno de la Ciudad de México. Uman fue premiada con una beca Guggenheim en 2002 y en 2008 recibió una beca de Artes Mediáticas por el Tribeca Film Institute, una institución fundada por Robert De Niro y otros artistas para empoderar a jóvenes cineastas.

## Filmografía
Entre sus obras el 16 mm se encuentran:
- Leche (1998)
- Tin Woodsman (2008)
- Removed (1999)
- Lay (2006)
- Coda (2008.)
- Kalendar (2008)
- On this Day (2006)
- Unnamed Film (2008)